# Грязновське
Грязно́вське (рос. Грязновское) — село у складі Богдановицького міського округу Свердловської області.
Населення — 1486 осіб (2010, 1596 у 2002).
Національний склад станом на 2002 рік: росіяни — 86 %.